# 潔癖クンの殺人ファイル
『潔癖クンの殺人ファイル』（けっぺきクンのさつじんファイル）は、2014年から2017年までフジテレビ系で放送された刑事ドラマシリーズ。全3回。主演は坂上忍。
坂上自身も潔癖症であることで知られているため、新しいタイプのキャラクターが登場する刑事ドラマを企画していた制作側により「魅力をそのまま出せる刑事がいたらおもしろい」と35年ぶりのドラマ主演が決定した。
放送枠は「金曜プレステージ」（第1作）、「金曜プレミアム」（第2作）。なお第1作は「金曜プレステージ」最終回での放送である。第3作は「金曜プレミアム」枠での放映予定のお蔵入りを経て、BSフジの「午後の名作ドラマ劇場」枠(2017年6月23日 17:00〜19:00)で放送。
3作とも2018年に、BSフジの「午後の名作ドラマ劇場」で再放送された。

## 登場人物

### 警視庁臨海警察署

#### 生活安全課
相田亮平
演 - 坂上忍（30年前：山本楽〈第2作〉）
経歴：警視庁臨海警察署 刑事課（第1作）
→ 警視庁臨海警察署 生活安全課（第1作 - ）
潔癖すぎる刑事。刑事課に所属していたが、重度の潔癖症と毒舌のため、生活安全課に追放される。気難しい性格だが、推理力と洞察力は優秀で他の刑事たちが事故死と判断した事件を事故ではなく、他殺であることを見抜いている。かつて、子役だった経歴を持っており、テレビ局を嫌っている（第2作）。
速水悠太郎
演 - 温水洋一
生活安全対策第1係 刑事。階級は巡査長。相田の相棒。相田より年上だが気弱な性格が幸いして、相田の潔癖振りに振り回されたり、パシリ扱いされたりしている苦労人。
黒木正則
演 - 川口力哉
課長。
長坂通
演 - 宮澤翔
刑事。

#### 刑事課
神林公造
演 - 高杉亘
係長。刑事課時代の相田の上司。階級は警部。高圧的な性格で相田からは「ゴリラ警部」とあだ名を付けられて鬱陶しがられている。
牛尾肇
演 - 俊藤光利（第1作）、石井淳（第2作・第3作）
刑事。神林程ではないが高圧的な性格をしている。

### ゲスト
第1作「汚れた招待状」（2014年）
- 松崎理沙（松崎の娘） - 酒井美紀（幼少期：鎌田英怜奈）
- 橘雅斗（理沙の婚約者・国会議員） - 金子昇（幼少期：小溝凪 / 17歳：新田海統）
- 森川めぐみ（奈緒美の友人） - 竹中里美
- 武藤ミカ（橘雅斗事務所 事務員） - 中上サツキ
- 不動産会社「クラエンタープライズ」店主 - 越村公一
- 不動産会社「さくら住宅」店主 - 永島知洋
- 電車内で化粧中に相田亮平と言い争った女性 - 松永夕
- OL - 米澤史織、佐藤栞菜
- 電車内で速水悠太郎に痴漢されたと思った学生 - 遥子
- 橘（雅斗の父・響子の夫・故人） - 加門良
- 自転車で相田亮平にぶつかりそうになった女性 - 小柳友貴美
- 野村奈緒美（橘雅斗事務所 秘書） - 井上晴美
- 松崎潤一郎（居酒屋チェーン店社長） - 片桐竜次
- 橘響子（雅斗の母） - 丘みつ子

第2作「芸能界「ザ・スキャンダル」」（2015年）
- 澤田由里子（タレント・元歌手） - 牧瀬里穂
- 外川修作（第1被害者・芸能ゴシップライター） - 加藤虎ノ介
- 稲村洋一（「週刊トップス」編集長） - 中野英樹
- 澤田由里子の付き人 - 五十嵐令子
- 津坂（警視庁玉川東警察署 刑事・3年前の君島の転落死事件を担当する） - 児玉頼信
- 商店街の会長 - 嶋崎伸夫
- 警察官 - 久保山知洋
- タクシードライバー - 山﨑秀樹
- ロケ番組ディレクター - 小豆畑雅一
- 君島が昔住んでいたアパートの住人 - 北村友彦
- 本荘さつきのマネージャー - 松林栄一
- 冒頭部のひったくり被害者 - 若森安菜
- 「アジアテレビ」編成部の新人スタッフ - 山内秀一
- 冒頭部のひったくりの男 - 越村友一
- 「アジアテレビ」入口の警備員 - 青木鉄仁
- テレビ局スタッフ - 藤原儀輝、金子元彦、尾瀧一眞
- 「母と子の防犯キャンペーン」に参加した主婦 - くらまたゆか
- 相田亮平にウェットティッシュを上げた小学生 - 長谷部蓮
- 君島の住んでいたマンションの管理人夫妻 - 鈴木一功、大島蓉子
- ロケ番組出演者 - タカアンドトシ（友情出演）
- 劇中「バイキング」出演者 - IKKO、野々村真、ホラン千秋、伊藤利尋（友情出演）
- 藤倉麻紀（カリスマ主婦） - 遊井亮子
- HIMURO（お笑い芸人） - 松田大輔
- 君島康介（作曲家・3年前に謎の転落死をする） - 冨家規政
- 本荘さつき（大女優） - 夏樹陽子

第3作「事件はワイドショーから始まった」（2017年）
- 東郷志麻子（東郷の妻・「八千代プロダクション」所属女優） - 中山忍
- 東郷貴（「八千代プロダクション」所属俳優） - 原田龍二
- 神奈川県警横浜中央警察署 刑事 - 平尾仁
- 大場昭文（将生の父・「ビストロ・ルーヴル」の前オーナー・13年前 交通事故死） - 石母田史朗
- 「ビストロ・ルーヴル」の新オーナー - ひがし由貴
- 美容師 - 吉川純広
- 「ビストロ・ルーヴル」の常連 - 今井あずさ、松熊つる松、小林さやか
- 芸能リポーター - 藤田ひさお、中村高華
- 警視庁臨海警察署 刑事課 刑事 - 石川雄亮、鈴木浩司
- 将生の少年時代の友達 - 金田颯斗
- 渡辺直美（「スターの晩ごはん！」リポーター） - 渡辺直美（本人役）
- 瀬戸内昇（東郷夫妻のマネージャー） - 奥田達士
- 江口サキ（芸能リポーター） - 三津谷葉子
- 大場将生（「八千代プロダクション」所属俳優） - 栗山航（少年期：岡村真也）
- 須崎雪江（東郷家の家政婦） - 増子倭文江
- 藤村八千代（「八千代プロダクション」社長） - 岡まゆみ
- 入江幹雄（ホームレス） - 石倉三郎

## スタッフ
- 脚本 - 南千尋
- 監督 - 鶴巻日出雄（ジャパンプロデュース）
- 技術協力 - ビデオフォーカス
- 編成企画 - 情野誠人（フジテレビ）
- プロデューサー - 挟間忠行（ジャパンプロデュース）
- 制作 - フジテレビ
- 制作著作 - ジャパンプロデュース

## 放送日程
| 話数                                           | 放送日        | サブタイトル                   | 脚本   | 監督       | 視聴率 |
| ---------------------------------------------- | ------------- | ------------------------------ | ------ | ---------- | ------ |
| 1                                              | 2014年9月26日 | 汚れた招待状                   | 南千尋 | 鶴巻日出雄 | 11.6%  |
| 2                                              | 2015年6月19日 | 芸能界「ザ・スキャンダル」     | 南千尋 | 鶴巻日出雄 | 05.1%  |
| 3                                              | 2017年6月23日 | 事件はワイドショーから始まった | 南千尋 | 鶴巻日出雄 | -      |
| （視聴率はビデオリサーチ調べ、関東地区・世帯） |               |                                |        |            |        |